# Echinophora trichophylla
Echinophora trichophylla är en flockblommig växtart som beskrevs av James Edward Smith. Echinophora trichophylla ingår i släktet Echinophora och familjen flockblommiga växter. Inga underarter finns listade i Catalogue of Life.